# Gartcosh
 (janvier 2024).
Gartcosh est un village situé dans le North Lanarkshire, en Écosse.